# Инес Ербус
Инес Димник Ербус (1. август 1993), професионално позната као Инес Ербус, словеначка је певачица. Истицала се као чланица женске групе Foxy Teens и соло извођач песме „Дим од цигарета”. По изласку из групе у октобру 2013. је објавила још неколико песама, међу којима су „Моје очи плаве” и „Словенец ин Словенка” са Мишом Контрецом. Иако је Ербус Словенка, многе своје хитове пева на српскохрватском језику.

## Каријера
Са осам година је почела да пева као део Дечјег хора РТВ Словенија, у коме је остала шест година. Хор је 2001. објавио албум Отрошке песми ин попевке. Године 2006. је позвана заједно са Ником Крмец, Ким Перме, Катјом Михелчич и Тањом Петрушич да формира другу поставу поп групе Foxy Teens која је објавила студијски албум Гремо фантје! (2008) са хитовима Гремо фантје!, Заљубљена в скејтерја и Модре очи. Дала је глас за анимиране ликове Флора и Техна у словеначкој синхронизацији серије Винкс. Група се распала у октобру 2013, што је омогућило Ербус и осталим члановима да се баве соло пројектима.

## Синглови
- „Дим од цигарета” (2013)
- „Моје очи плаве”(2014)
- „Мало се попило” (2015)
- „Словенец ин Словенка” (2016)
- „Када цура части” (2016)
- „Немој ми рећи” (2017)
- „Сама сем крива” (2017)
- „Торнадо” (2017)
- „Но, но но” (2017)
- „Ти и ја” (2018)
- „Амбис љубави” (2019)
- „Шах мат” (2020)